# Feldhäusel
Feldhäusel ist eine Wüstung auf dem Gemeindegebiet von Dietersheim im Landkreis Neustadt an der Aisch-Bad Windsheim (Mittelfranken, Bayern).

## Geografie
Die Einöde lag auf einer Höhe von 338 m ü. NHN rechts vom Schweinebachgraben, einem linken Zufluss des Schweinachbachs, am Fuße des Rothenbergs.

## Geschichte
Feldhäusel ist in der Bayerischen Uraufnahme verzeichnet und wurde in einem Ortsverzeichnis, das 1837 veröffentlicht wurde, erstmals erwähnt. Es wurde auf dem Gemeindegebiet von Walddachsbach gegründet. 1877 galt das Anwesen als abgebrochen.

## Einwohnerentwicklung
| Jahr        | 001836 | 001840 | 001861 | 001871 |
| Einwohner   | 3      | 3      | 2      | 5      |
| Wohngebäude | 1      | 1      |        | 1      |
| Quelle      | [ 3 ]  | [ 4 ]  | [ 5 ]  | [ 2 ]  |

## Weblink
- Feldhäusel in der Ortsdatenbank des bavarikon, abgerufen am 20. August 2021.